# رجال من مصر (فلم)
تدور أحداثه في إطار بوليسي لمواجهة مافيا تهريب النفايات الذرية إلي الدول النامية من خلال الدكتورة وفاء أستاذة تحاليل النفايات الذرية والرائد حازم الذي تنشأ بينهما قصة حب رومانسية وسط هذه المخاطر.

## القصة
أخذ حازم الرائد بالمباحث العامة، اجازة ليقضيها بالإسكندرية، وشاهده الشناوي الذي سبق ان تسبب حازم في سجنه، فظن انه جاء وراءه لمراقبته، خصوصا وهو مقدم وباقي أفراد العصابة على عملية هامة، فطلب من الراقصة ناني ان تراقب الرائد حازم خصوصا وهي تعمل في الفندق الذي يقيم فيه اثناء اجازته، فراقبة تليفونه، ولما علم الشناوي ان رئيس المباحث طلب من حازم قطع الإجازة ومراقبة ميناء الإسكندرية، قرر ان يتخلص منه، وانتظره في طريق عودته وادعى ان سيارته معطلة، ثم قدم له علبة عصير بها مخدر ومادة سامة، فلما شربها حازم فقد الوعي، فتركه الشناوي على قارعة الطريق وهرب، وقد شاهدت الواقعة الدكتورة وفاء وصورتها ونقلت حازم بمساعدة سائقها للمستشفى وأجرت له الإسعافات وانقذته ثم نقلته لشقتها حتى استرد وعيه.كان الشناوي عضوا في عصابة تقوم بدفن النفايات الذرية في صحراء مصر، يرأسها داود ويتعاملون مع مارك همزة الوصل بعملاء الخارج. أما وفاء فكانت تعمل في الكشف عن المواد المشعة بالمواد الغذائية الواردة لميناء الإسكندرية، وقد لاحظت ان هناك بعض الصناديق لها نفس الأرقام فأبلغت رئيسها الذي وعدها بالتحقيق، ولكنه تقاعس لكونه مرتشي من العصابة، وقد كانت العصابة تستورد صناديق ألبان سليمة لها نفس ارقام صناديق أخرى بها النفايات، فإذا صدر التقرير عن الصناديق السليمة، اخرجوا الصناديق المشعة. تأخرت الدكتورة وفاء في الانتهاء من كتابة تقريرها، لشكها بالأمر، فجاءها داود ومعه الشناوي وعرضوا عليها رشوة 50 ألف جنيه، ولاحظت وفاء ان الشناوي هو الشخص الذي حاول قتل حازم، فإتصلت بحازم، والذي طلب منها مجاراة العصابة وقبول الرشوة، وابلغ رئيس المباحث الذي أعد خطة للقبض على العصابة بعد ان وصله تقرير من الخارج يفيد بوصول النفايات الذرية. بينما كلفت العصابة بعض أفرادها لمراقبة وفاء التي استطاعت الهرب منهم، واستغل مدير إدارة الميناء غياب وفاء وطلب من زميلتها سلمى كسر مكتب وفاء واستكمال الفحص وكتابة التقرير، وقد فعلت وسلمته التقرير الذي سلمه بدوره لمارك. طلبت العصابة من داود استرداد مبلغ الرشوة من وفاء والتخلص منها، وقد اقتحموا شقتها، ولكن حازم استطاع إنقاذ وفاء والقبض على المعتدين، وأمر رئيس المباحث بالقبض على باقي أفراد العصابة داود والشناوي ومارك والراقصة ناني، وتم إيقاف رئيس الميناء عن العمل، وأسفرت مقابلات وفاء وحازم على نمو علاقة عاطفية بينهما أنهاها حازم بالزواج.

## الممثلون
| - جيهان قمري: الدكتوره وفاء - أحمد سعيد عبد الغني: حازم - عبد الله مشرف: داود - محمد خيري: الشناوى - حسن الديب: مارك - رحاب الجمل: سلمى | - مجدي فوزي - ناصر سماحة - عماد عطايا - أحمد جمال سعيد - أميرة عبد العزيز: الراقصة نانى - مروة حسن | - نورا عامر - دينا عباس - محمد إمام - أحمد أبو العلا - أشرف عباس |

### فريق العمل
| - عبد الحكيم أحمد: قصة وسيناريو وحوار - محمد العربي- نبيل الجوهري: مساعد الإخراج - رؤؤف عبد العزيز: مساعد مصور - عبد الله بهلول: فوتوغرافيا - حسين عرعر: كلاكيت - عباس عبده: مشرف أضاءة - عبده عباس - أحمد عباس - سامح عباس: مساعد أضاءة - خالد عباس: كوافير | - محمد عبد الحميد: ماكيير - فواز: م. ماكيير - ليلى إسماعيل - صلاح عبد الدايم - عبير عبد العظيم: ملابس - سيد عبد العزيز: مساعد صوت - عبد العزيز السوداني: إكسسوار - معامل جهاز السينما بالهرم - الطبع والتحميض (مدينة الإنتاج الإعلامي) - علمي عبد الرحمن: مشرف عام المعامل | - م. إبراهيم السيد: مدير عام المعامل - عادل عبد الحميد: تصحيح الألوان - علي عبد الحليم: مدير عام التشغيل - سلامة فرج - يس محمد: تحميض نيجاتيف - وداد راغب: مونتاج نيجاتيف - معتز الشحري: تيترات - عبد العزيز عمارة: مهندس الصوت | - محمد عبد الجواد: مدير الإنتاج - محسن السعدي: موسيقى تصويرية - رمضان عامر: مشرف عام على الإنتاج - ملاك حبشي: مونتاج - صلاح عبد الرازق: مشرف على المونتاج - غنيم بهنسي: مدير التصوير - فكري عبد العزيز: مخرج |

## وصلات خارجية
- مقالات تستعمل روابط فنية بلا صلة مع ويكي بيانات
- فيلم رجال من مصر 2000 كامل اون لاين